# Tristan Vautier
Tristan Vautier, född 22 augusti 1989 i Saint-Martin-d'Hères, är en fransk racerförare.

## Racingkarriär
| År                                               | Klass/Mästerskap                          | Team                          | Bil                                      | Totalt/poäng | Bästa placering            |
| ------------------------------------------------ | ----------------------------------------- | ----------------------------- | ---------------------------------------- | ------------ | -------------------------- |
| 2006                                             | Formula Renault Campus France             | Auto Sport Academy            | Mygale Formula Campus 2000 (Renault K4M) | 2:a/195p     | Sex segrar                 |
| 2007                                             | Championnat de France Formula Renault 2.0 | Graff Racing                  | Tatuus FR2000 (Renault)                  | 4:a/69p      | Tre tredjeplatser          |
| 2007                                             | Formula Renault 2.0 Eurocup               | Graff Racing                  | Tatuus FR2000 (Renault)                  | 15:e/22p     | 2:a på Zolder (Race 1)     |
| 2008                                             | Formula Renault 2.0 West European Cup     | Epsilon Sport Team SG Formula | Tatuus FR2000 (Renault)                  | 6:a/79p      | Två tredjeplatser          |
| 2008                                             | Formula Renault 2.0 Eurocup               | Epsilon Sport                 | Tatuus FR2000 (Renault)                  | 29:a/1p      | 10:a på Spa (Race 2)       |
| 2009                                             | Formula Palmer Audi                       | ?                             | Van Diemen Spec Formula (Audi 1.8 Turbo) | 4:a/303p     | Sex segrar                 |
| 2009                                             | Formula Renault 2.0 Eurocup               | iQuick Valencia               | Tatuus FR2000 (Renault)                  | -            | 13:e på Motorland (Race 2) |
| 2009                                             | FIA Formula Two Championship              | MotorSport Vision             | Williams JPH1 F2 (Audi)                  | 13:e/9p      | 3:a i Barcelona (Race 1)   |
| 2010                                             | Star Mazda Championship                   | Andersen Racing               | Star Pro (Mazda)                         | 5:a/400p     | Två segrar                 |
| 2011                                             | Star Mazda Championship                   | JDC MotorSports               | Star Pro (Mazda)                         | 1:a/426p     | Fyra segrar                |
| Senast uppdaterad: 2011-12-11 (4775 dagar sedan) |                                           |                               |                                          |              |                            |